# جون هنتر (لاعب كرة قدم)
جون هنتر (بالإنجليزية: John Hunter)‏ (6 أبريل 1878 في المملكة المتحدة - 12 يناير 1966 في المملكة المتحدة) هو مدرب كرة قدم ولاعب كرة قدم بريطاني (وحمل سابقاً جنسية المملكة المتحدة لبريطانيا العظمى وأيرلندا) في مركز الهجوم. شارك مع منتخب اسكتلندا لكرة القدم. أما مع النوادي، فقد لعب مع نادي أرسنال ونادي بورتسموث ونادي دندي ونادي ليفربول وهارت أوف ميدلوثيان ونادي كلايد وAbercorn F.C. ‏.

## وصلات خارجية
- جون هنتر على موقع الاتحاد الإسكتلندي (الإنجليزية)
- جون هنتر على موقع قاعدة بيانات كرة القدم.إي يو (الإنجليزية)